# Microphysogobio
A Microphysogobio  a csontos halak (Osteichthyes) főosztályának sugarasúszójú halak (Actinopterygii)  osztályába, a pontyalakúak (Cypriniformes) rendjébe, a pontyfélék (Cyprinidae) családjába, és a Gobioninae alcsaládjába tartozó nem.

## Rendszerezés
A nemhez az alábbi 20 faj tartozik.
- Microphysogobio (Mori, 1934) – 20 faj
  - Microphysogobio alticorpus
  - Microphysogobio brevirostris
  - Microphysogobio elongatus
  - Microphysogobio fukiensis
  - Microphysogobio hsinglungshanensis
  - Microphysogobio jeoni
  - Microphysogobio kachekensis
  - Microphysogobio kiatingensis
  - Microphysogobio koreensis
  - Microphysogobio labeoides
  - Microphysogobio linghensis
  - Microphysogobio longidorsalis
  - Microphysogobio microstomus
  - Microphysogobio pseudoelongatus
  - Microphysogobio rapidus
  - Microphysogobio tafangensis
  - Microphysogobio tungtingensis
  - Microphysogobio vietnamica
  - Microphysogobio yaluensis
  - Microphysogobio yunnanensis